# Peptídeo não ribossomal

Estrutura do peptídeo não ribossomal tricíclico glicosilado vancomicina, que é usado como antibiótico.

Peptídeos não ribossomais (NRP, sigla do inglês nonribosomal peptide) são uma classe de metabolitos secundários peptídicos produzidas por microrganismos como bactérias e fungos. Peptídeos não ribossomais também são encontrados em organismos superiores, tais como nudibrânquios, mas acredita-se que essas moléculas são sintetizadas por bactérias dentro destes organismos.  Embora exista uma vasta gama de peptideos que não são sintetizados por ribossomos, o termo péptido não ribossomal refere-se a um conjunto muito específico.
Peptídeos não ribossomais são sintetizados por sintetases, que, ao contrário dos ribossomos, são independentes da RNA mensageiro. Cada sintetase de peptideo não ribossomal pode sintetizar um único tipo de peptideo. Peptídeos não ribossomais possuem, muitas vezes, estruturas cíclicas e/ou ramificadas e podem conter aminoácidos não proteinogênicos (incluindo D-aminoácidos) e modificações estruturais como N-metilações e N-formilações, ou serem glicosilados, acilados, halogenados ou hidroxilados. A ciclização de aminoácidos é frequentemente realizada contra o esqueleto peptídico, resultando em oxazolinas e tiazolinas e essas podem ser, adicionalmente, oxidadas ou reduzidas. Essas são apenas algumas das várias manipulações e variações em peptídeos não ribosomais. Peptídeos não ribosomais são muitas vezes dímeros ou trímeros de sequências idênticas encadeadas ou cíclicas, ou mesmo ramificadas.
Esses compostos são produtos naturais muito diversificados, com uma gama extremamente ampla de atividades biológicas e propriedades farmacológicas. São muitas vezes toxinas, sideróforos e pigmentos. Alguns são comercializados como antibióticos, citostáticos e imunossupressores.